# Zlámanec (přírodní památka)
Zlámanec je přírodní památka poblíž obce Vortová v okrese Chrudim. Oblast spravuje Agentura ochrany přírody a krajiny ČR – RP SCHKO Žďárské vrchy. Předmětem ochrany je uchování rašelinné louky pod a kolem rybníka s výskytem chráněných a ohrožených druhů živočichů a rostlin.

## Další fotografie

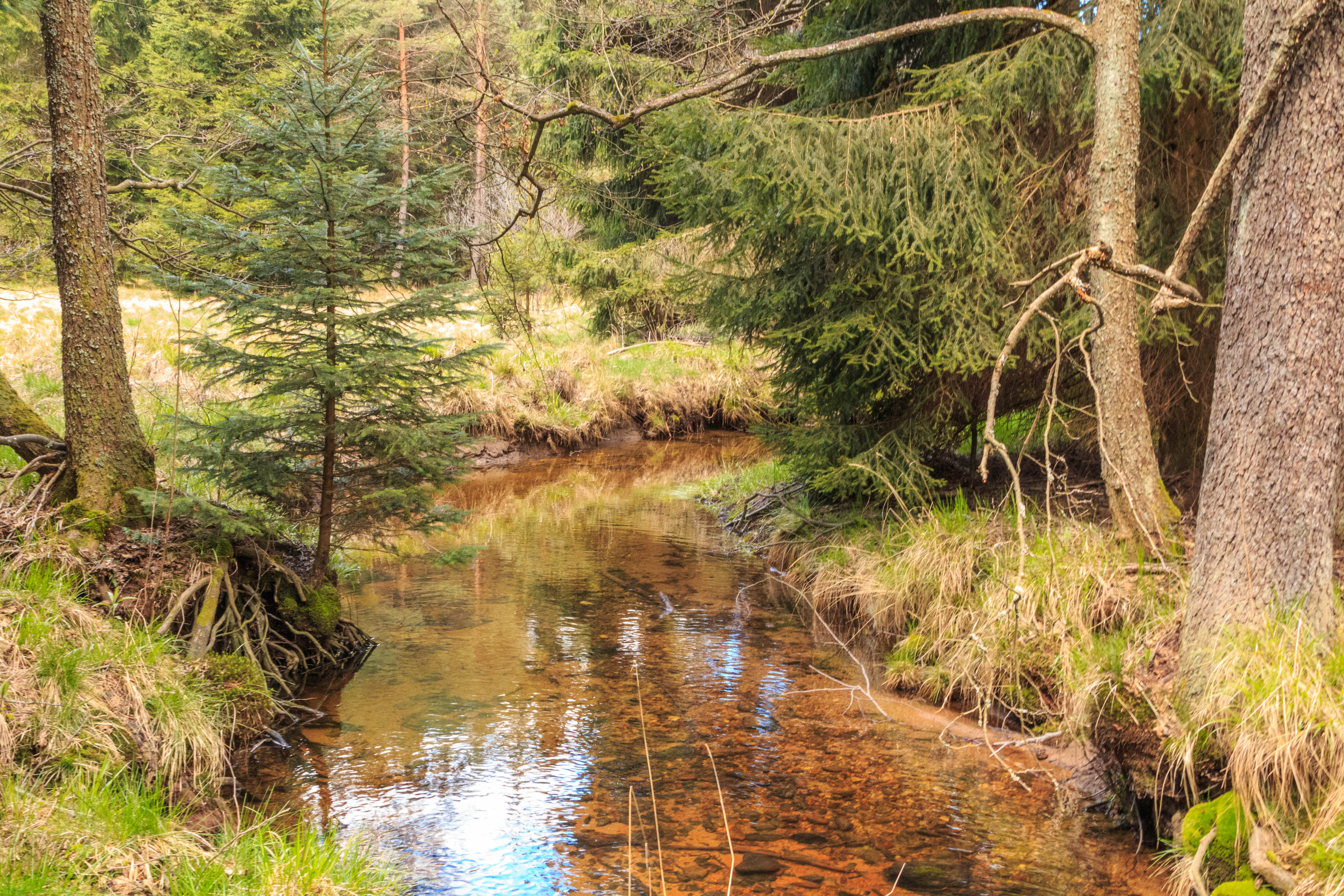
Přírodní památka Zlámanec
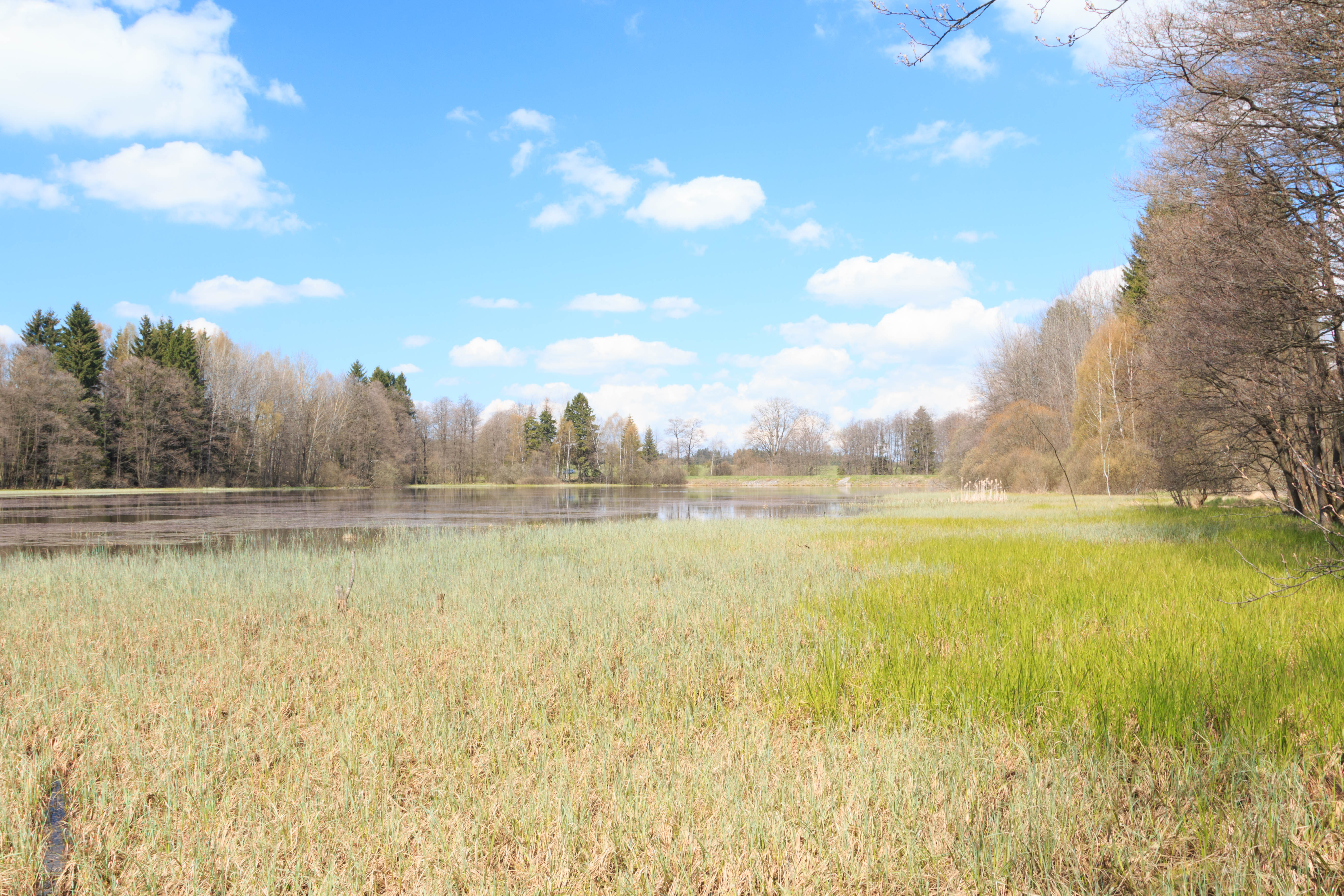
Přírodní památka Zlámanec
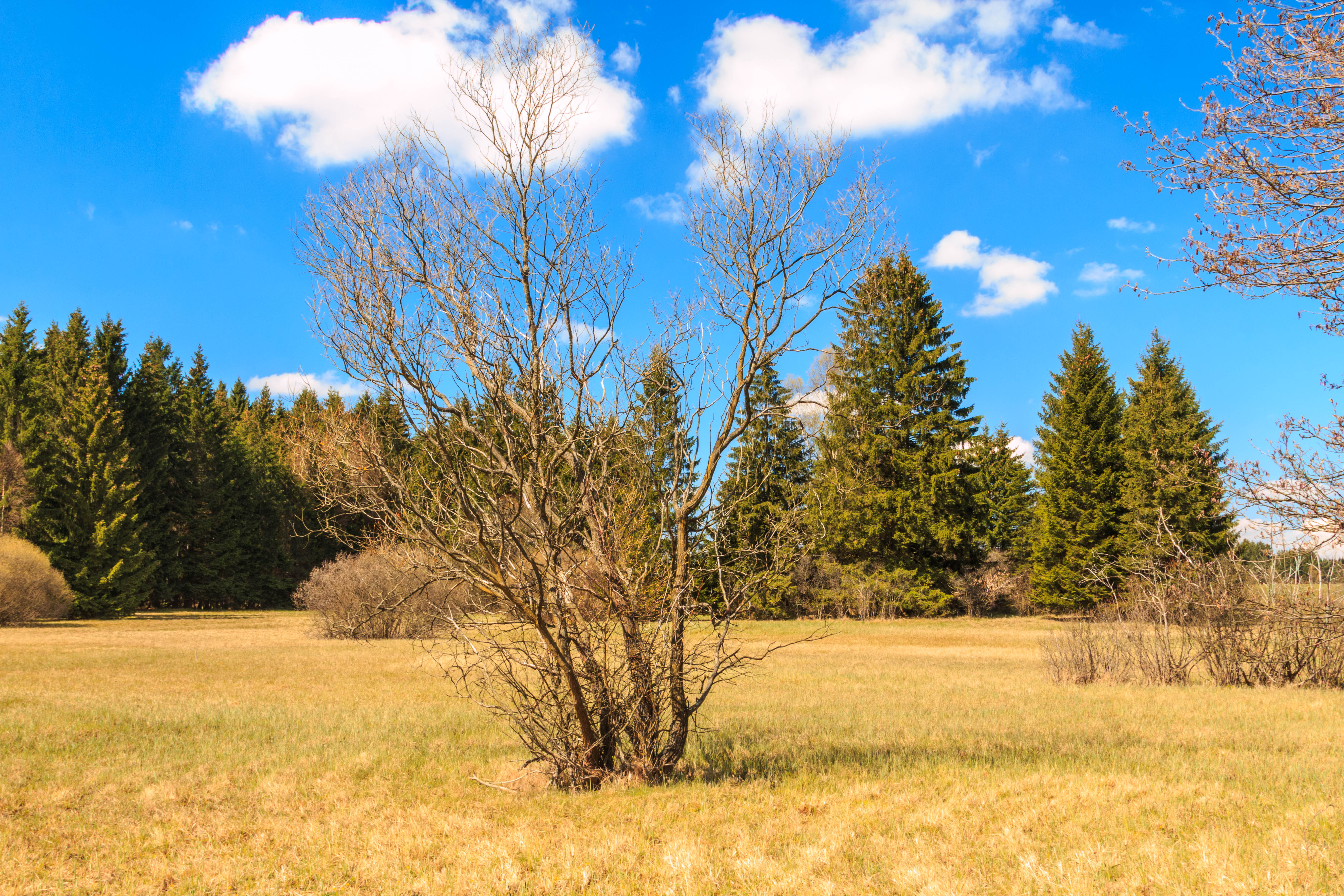
Přírodní památka Zlámanec